# Terre d'Otrante

Blason de la Terre d'Otrante : le croissant dans la bouche du dauphin, symbole des Turcs, fut ajouté en 1481 quand Alphonse d'Aragon, fils du roi Ferdinand Ier, eut chassé les Ottomans de la province.

La Terre d'Otrante, en italien Terra d'Otranto, est une ancienne subdivision du royaume de Sicile, puis des Deux-Siciles, qui se trouve aujourd'hui dans la région des Pouilles.
Elle comprenait à la fin du XIe siècle les territoires des provinces modernes Lecce, Tarente et Brindisi, à l'exception de Fasano et de Cisternino. Au XVIIe siècle, elle comprenait en sus le territoire de Matera dans la Basilicate. 
Elle avait pour bornes au nord la Terre de Bari, à l'ouest la Basilicate, au sud la mer Ionienne et à l'est la mer Adriatique. 
Son chef-lieu fut d'abord Otrante, mais fut transféré à Lecce au XIIe siècle. Après l'unité italienne, elle fut renommée « province de Lecce », et fut divisée en quatre districts : Lecce, Gallipoli, Brindisi et Tarente. 
Son démembrement commença en 1923, quand sa partie occidentale fut érigée en « province ionnienne » (provincia dello Jonio), renommée « province de Tarente » en 1951. En 1927, sa partie septentrionale fut réunie à Fasano et Cisternino (dans la Terre de Bari) pour former la province de Brindisi.